# Église Saint-Laurent de Laurac
L'église Saint-Laurent de Laurac est une église située sur la commune de Laurac dans le département français de l'Aude en région Occitanie.
L'Église (à l'exception de la chapelle Sud, de la partie reconstruite du mur Sud et de l'étage supérieur du clocher) a été inscrit au titre des monuments historiques en 1948.

## Localisation
L'église est située sur la commune de Laurac, dans le département français de l'Aude.

## Galerie d'images

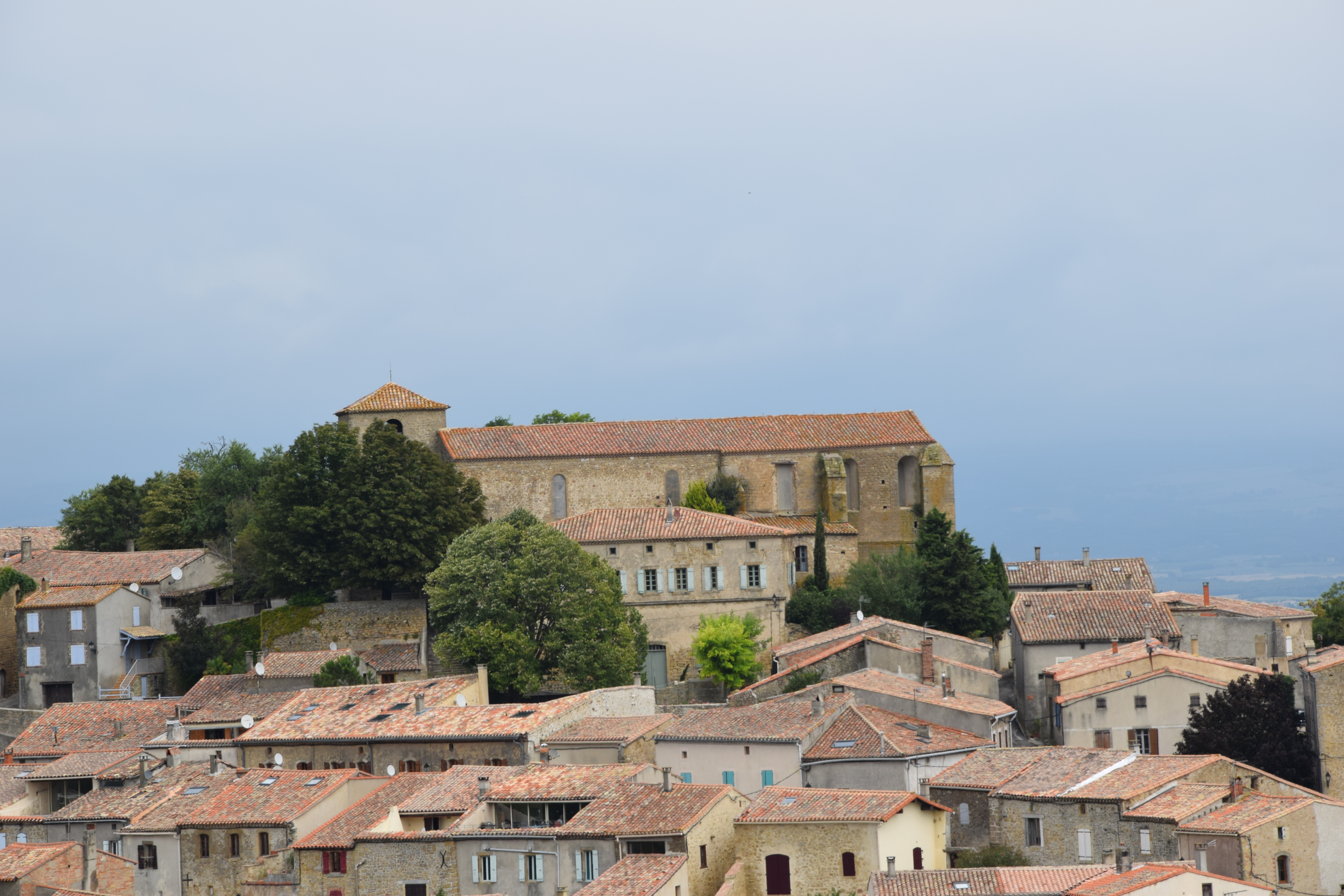
Vue éloignée
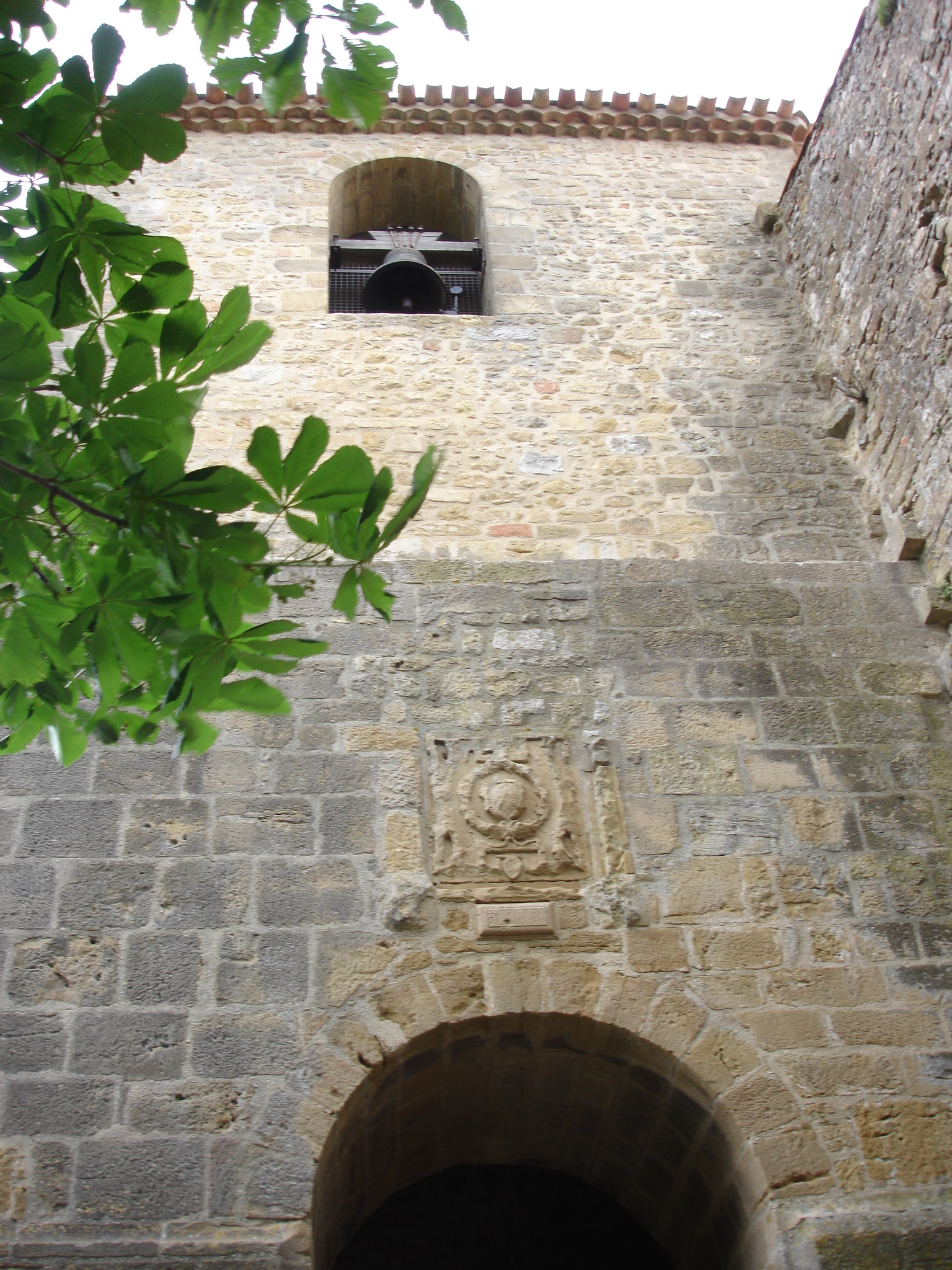
Le clocher